# Platja Gran de Cadaqués

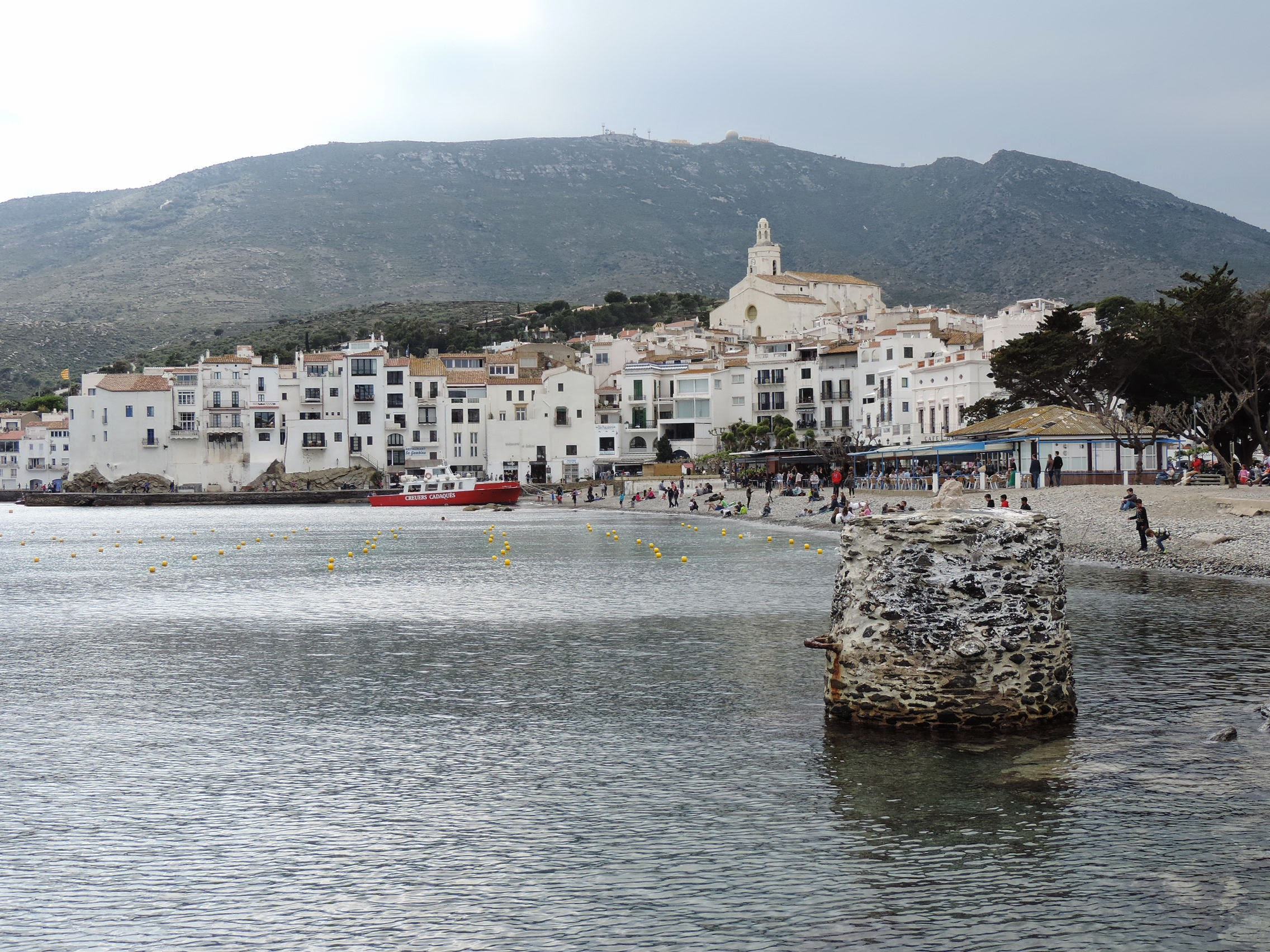
Vista general, amb el Norai de Portitxol en primer terme

La platja Gran és una platja urbana del municipi de Cadaqués (Alt Empordà) situada al centre de la població. És la més gran de la badia de Cadaqués, d'aquí el seu nom. Té una longitud de 205 m i una amplada mitjana de 20 m, formada per sorra, grava i còdols. La platja rep tres noms diferents: es Portal al tram de ponent, sa Platja al tram central i Portitxó al tram de llevant.
L'Agència Catalana de l'Aigua efectua un control setmanal de la qualitat de l'aigua, durant la temporada de bany, amb el resultat d'excel·lent.
Al tram central hi ha dos bars històrics, el Marítim i el Boia, declarats bé cultural d'interès local. Entre els dos edificis hi ha una estàtua dedicada al pintor Salvador Dalí, vinculat per sempre a la població. Al passeig marítim, a primera línia de mar, davant de la platja, hi ha el Casino l'Amistat, inclòs en l'Inventari del Patrimoni Arquitectònic de Catalunya.
A l'extrem de llevant de la platja hi ha el Norai de Portitxol, un dels quatre 'pilons', en la parla popular local, que queden de les antigues construccions portuàries del segle XIX a la badia.